# Epipremnum obtusum
Epipremnum obtusum — вид квіткових рослин, що належить до роду Epipremnum і родини Araceae.
Вперше його описали Адольф Енглер і Курт Краузе.

## Поширення і середовище проживання
Рослина зустрічається в Новій Гвінеї.